# 难死塔
《难死塔》是一款类似于俄罗斯方块的益智游戏，它的游戏机制是堆叠方块。它于2016年8月在Steam上面向Windows，OS X和Linux平台发行，同时在PlayStation Plus服务上发布，一个月后在PlayStation 4上发布。它于2017年9月18日在Xbox One上发布，并于2018年10月11日在Nintendo Switch上发布。
该游戏基于Unity引擎，由独立游戏工作室WeirdBeard开发。游戏获得了广泛好评。

## 游戏内容
尽管游戏与俄罗斯方块看起来有些类似，但游戏方式却完全不同。游戏中的方块会从上方下降，但游戏目标是堆叠方块而不是排成一排。随机样式的方块从屏幕顶部掉落，堆积的方块不会消失，但是方块可能会从堆好的塔上掉下来。在游戏过程中，一些事件可能会导致方块发生变化，例如方块大小增加一倍，方块变得湿滑或方块以更快的速度掉落。玩家控制一个魔法师化身，并且必须根据游戏模式与其他魔法师竞争，以尽可能快地构建自己的塔。游戏内容简短，节奏快，易于上手和玩耍。方块可以每次移动半格。
玩家可以使用魔法来帮助自己或阻碍对手。在比赛中，有17个咒语可供玩家使用。咒语分为浅色和深色魔法。浅色魔法专注于增强防御，而深色魔法则用于干扰对手（例如破坏或削弱其防御）。
游戏具有3种不同的多人游戏模式：竞速，生存和益智。在竞速游戏模式下，玩家必须竞争成为第一个建造高度超过终点线的塔。效率和构建速度是此游戏模式的关键，它可以带来快节奏的游戏体验。在生存模式中，玩家尝试在塔上放置一定数量的方块，如果方块掉落则会失去生命值。玩家必须精心规划、巧妙运用法术才能取得胜利。与其他两个游戏模式相比，益智游戏模式的节奏更慢。玩家需要尝试在某个截止线以下尽可能多地在塔上放置砖块。这更需要玩家的创造力，玩家必须尝试设计出各种通关方案。

## 评价
根据评论汇总网站Metacritic的说法，本作在PC和Nintendo Switch收到评论家的“普遍好评”，而PlayStation 4和Xbox One版本获得了“平均”评价。 PS Nation评论认为游戏很有趣，但并不容易。关于Switch版本，Nintendo Life评论总结为：“尽管单人游戏内容有些欠缺，但我们依然很喜欢Tricky Towers，强烈推荐给任何想要好的沙发多人游戏或益智游戏的人。”